# Мон-Сені (залізничний тунель)
45°08′27″ пн. ш. 6°41′20″ сх. д. / 45.14076944° пн. ш. 6.68899444° сх. д.

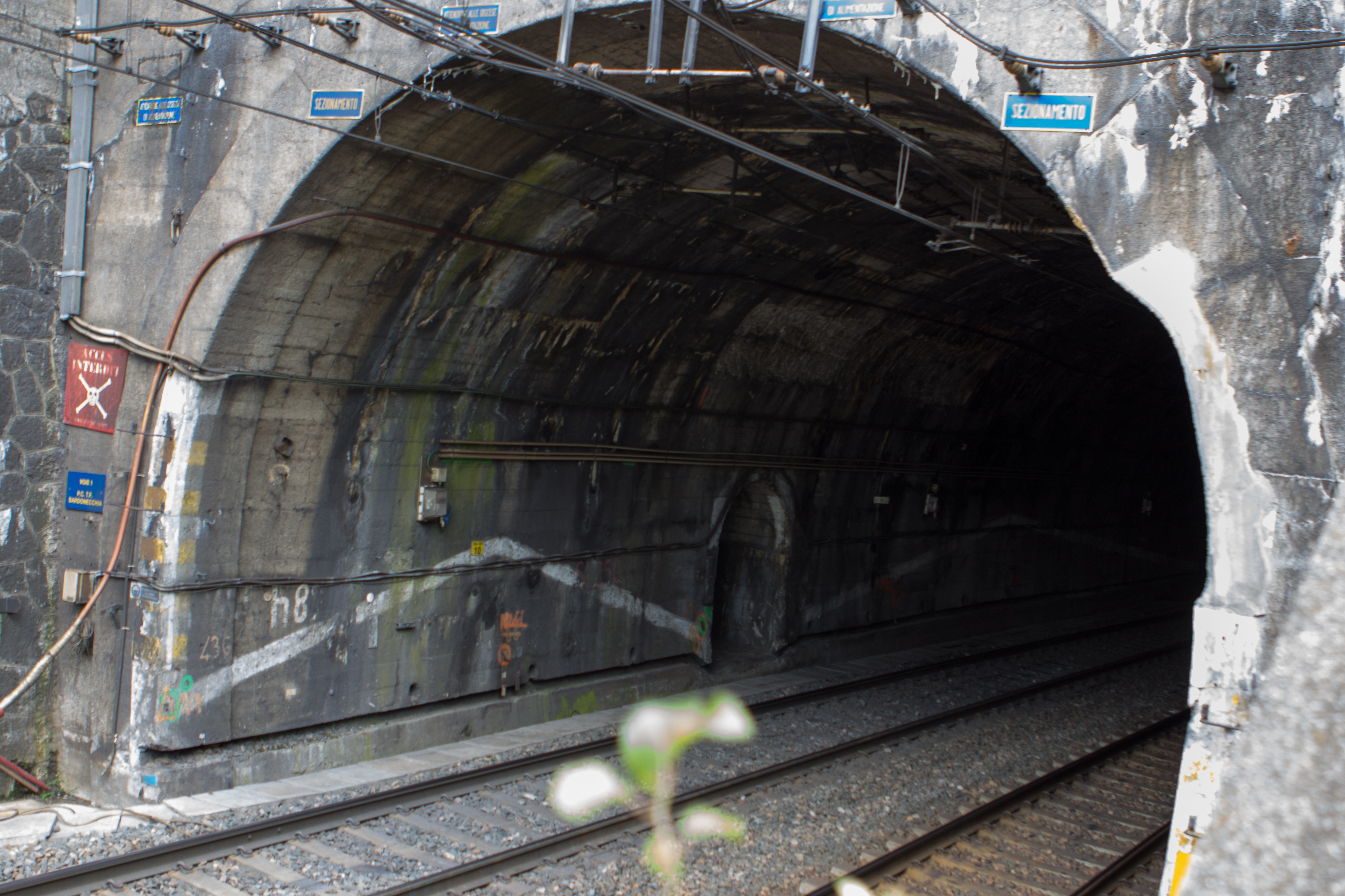
Портал тунелю з французького боку

Тунель Мон-Сені або тунель Фрежус (фр. Tunnel ferroviaire du Fréjus, італ. Traforo ferroviario del Frejus) — перший залізничний тунель через Альпи, який з'єднав Італію та Францію. Проходить під гірським масивом Мон-Сені біля перевалу Мон-Сені. З італійської сторони біля порталу тунеля знаходиться місто Бардонеккія, з французької — містечко Модан. Довжина тунелю — 13,7 км. 
Сполучає залізницю Турин — Модан із залізницею Кюло — Модан.

## Історія
Ідею про будівництво тунелю вперше висловив митний комісар з Бардонеккія Джузеппе Медай в 1832. У цей час землі по обидві сторони гірського хребта належали Сардинському королівству. У 1840 році меморандум про доцільність цього проекту було запропоновано королю Карлу Альберту, але не зустрів серйозної підтримки, але прихильники такого рішення залишалися, і серед них виявився сардинський міністр Луїджі дез Амбруа де Неваш, в 1850-і роки повернувся до питання про тунель і організував попередні дослідження. 31 серпня 1857 року сардинський король Віктор Еммануїл II підписав указ про прокладання тунелю. Керувати роботами було запрошено інженера Жермена Соммеє; у здійсненні розрахунків брали участь П'єтро Палеокапа, Северіно Граттон та інші італійські інженери.
У 1860 році в результаті переділу Савої (Туринський договір (1860)) західна сторона передбачуваного тунелю опинилася на території вже не Сардинського Королівства, а Франції, в результаті чого роботи з будівництва опинилися на межі зупинки, — проте за наполяганням графа Кавура цього не сталося, а слідом за цим французька сторона виступила з додатковим фінансуванням будівництва.
Початковий план передбачав завершення роботи до 1884 року, але Соммеє проявив виняткову винахідливість, істотно поліпшивши конструкцію відбійного молотка і запропонувавши низку інших удосконалень, а в 1869 році до непередбачених можливостей прискорення роботи додався винайдений Альфредом Нобелем динаміт. У результаті до 25 грудня 1870 рокубуло завершено проходження тунелю, а 17 вересня 1871 року тунель було відкрито.
Тунель було розширено у 2010 році, за для контейнерного перевезення вантажних автомобілів на спеціальних платформах, в рамках autoroute ferroviaire alpine

## Залізниця Мон-Сені
З 1868 по 1871 роки залізниця Мон-Сені діяла як тимчасове сполучення через перевал Мон-Сені. Після відкриття тунелю була незабаром закрита.

## Фортифікаційні укріплення
Тунель розглядався як шлях можливого вторгнення з Італії до Франції, уникаючи труднощів перевалу Мон-Сеніс. Тому біля Модане було побудовано форт Реплатон і форт Сапей наприкінці ХІХ століття, а також на висотах по всій долині д'Арк. Також було побудовані укріплення у 1930-х, у складі Лінії Мажино
У 1944 році німці, відступаючи, підірвали тунель

## Ресурси Інтернету
- Société Française du Tunnel Routier du Fréjus (französisch, italienisch, englisch und niederländisch) [Архівовано 30 травня 2000 у Wayback Machine.]
- AlpenTunnel.de: Frejus-Tunnel [Архівовано 5 жовтня 2015 у Wayback Machine.]